# 李師孔
李師孔（1525年—？），字子肖，直隸大名府開州人，民籍，明朝政治人物。

## 生平
嘉靖三十四年（1555年）乙卯科順天府鄉試第七十二名舉人。嘉靖四十一年（1562年）中式壬戌科會試第二百六十四名，三甲第二百零四名進士。历官行人司行人。

## 家族
曾祖李讓；祖父李表；父李珏，母趙氏。严侍下。